# Fil d'actualité
Pour les articles homonymes, voir Timeline.
Sur un réseau social, un fil d'actualité (aussi appelé fil de nouvelles ou fil de publications)  est une liste de nouvelles ou d'informations mise à jour en temps réel, provenant des relations de l'utilisateur (appelées amis sur Facebook) ou des pages auxquelles il est abonné.
Certaines personnes passent beaucoup de temps à lire leur fil d'actualité et à publier des nouvelles et des informations sur des réseaux sociaux. Plusieurs de ces personnes ont réduit de beaucoup le temps consacré à s'informer sur des médias traditionnels comme les journaux, les magazines, la radio et la télévision et se croient bien informées par les articles qu'ils lisent sur leur fil d'actualité. Malheureusement, ces personnes ne se rendent pas toujours compte que les fils d'actualité ne sont pas produits par des journalistes professionnels et qu'ils contiennent de fausses nouvelles et des informations biaisées parce que nos amis pensent souvent comme nous et nous transmettent des nouvelles qui renforcent nos opinions tout en occultant les nouvelles qui pourraient nous donner une vue plus globale et balancée de la société[Interprétation personnelle ?].